# Aaro Vainio

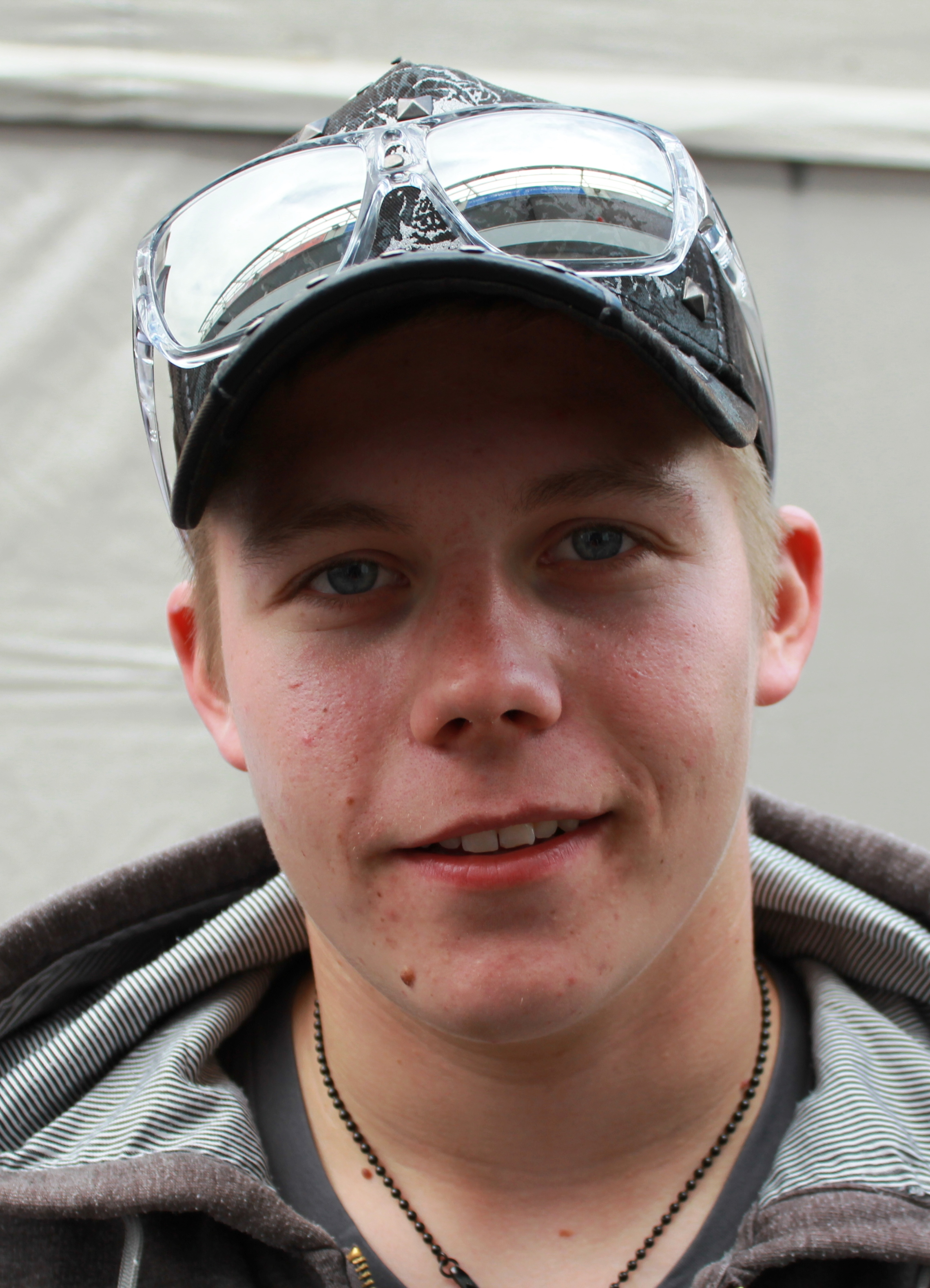
Aaro Vainio 2012

Aaro Vainio (* 2. Oktober 1993 in Espoo) ist ein finnischer Automobilrennfahrer. Er trat von 2011 bis 2013 in der GP3-Serie an.

## Karriere
Vainio begann seine Motorsportkarriere 1998 im Kartsport und blieb bis 2009 in dieser Sportart aktiv. Er gewann mehrere Kartmeistertitel: Unter anderem 2007 die finnische Junioren-ICA-Kartmeisterschaft, 2008 die CIK-FIA-KF3-Europameisterschaft sowie 2009 die CIK-FIA-KF1-Europameisterschaft. Außerdem wurde er 2009 Vizeweltmeister in der CIK-FIA-Kartweltmeisterschaft.
2010 wechselte Vainio in den Formelsport und trat für Tech 1 Racing im Formel Renault 2.0 Eurocup an. Bei insgesamt sieben Rennen wurde er mit einer Podest-Platzierung gewertet. Ein Sieg blieb ihm jedoch verwehrt. Am Saisonende belegte er eine Position hinter seinem Teamkollegen Arthur Pic den vierten Platz in der Fahrerwertung. Er war zudem der bestplatzierte Neueinsteiger. Darüber hinaus trat er zu zwei Rennen der britischen Formel Renault an und wurde 28. in der Gesamtwertung. 2011 ging Vainio für Tech 1 Racing in der GP3-Serie an den Start. Mit einem dritten Platz als bestes Resultat wurde er 15. im Gesamtklassement. 2012 wechselte er zu Lotus GP und bestritt seine zweite GP3-Saison. Vainio gewann das Hauptrennen in Monaco und schloss die Saison auf dem vierten Platz in der Fahrerwertung ab. Damit unterlag er teamintern Daniel Abt, der Gesamtzweiter geworden war. Im Anschluss an die GP3-Saison erhielt Vainio beim Team RFR ein Cockpit in der Saison 2012 der Formel Renault 3.5. Er bestritt drei Rennwochenenden und erzielte mit einem dritten Platz eine Podest-Platzierung. In der Gesamtwertung wurde er 18. 2013 absolvierte Vainio seine dritte Saison in der GP3-Serie für Koiranen GP, die zu dieser Saison in die Serie eingestiegen waren. Beim Saisonauftakt auf dem Circuit de Catalunya gewann er das Sprintrennen, auf dem Hungaroring das Hauptrennen. Dennoch unterlag er teamintern Kevin Korjus, der sieglos geblieben war. Vainio kam beim letzten Rennwochenende nicht mehr zum Einsatz und beendete die Saison auf dem neunten Gesamtrang.

## Sonstiges
Vainio wird von Nicolas Todt gemanagt.

## Statistik

### Karrierestationen
| - 1998–2009: Kartsport - 2010: Formel Renault 2.0 Eurocup (Platz 4) - 2010: Britische Formel Renault (Platz 28) | - 2011: GP3-Serie (Platz 15) - 2012: GP3-Serie (Platz 4) - 2012: Formel Renault 3.5 (Platz 18) | - 2013: GP3-Serie (Platz 9) - 2018: ADAC GT Masters (Platz 37) |

### Einzelergebnisse in der GP3-Serie
| Jahr | Team          | 1   | 2   | 3   | 4   | 5   | 6   | 7   | 8   | 9   | 10  | 11  | 12  | 13  | 14  | 15  | 16  | Punkte | Rang |
| ---- | ------------- | --- | --- | --- | --- | --- | --- | --- | --- | --- | --- | --- | --- | --- | --- | --- | --- | ------ | ---- |
| 2011 | Tech 1 Racing | TUR | TUR | ESP | ESP | ESP | ESP | GBR | GBR | GER | GER | HUN | HUN | BEL | BEL | ITA | ITA | 12     | 15.  |
| 2011 | Tech 1 Racing | 15  | DNF | 3   | 20  | DNF | DNF | 11  | 18  | 7   | 13  | 5   | 7   | 13  | DNF | 22* | 8   | 12     | 15.  |
| 2012 | Lotus GP      | ESP | ESP | MON | MON | ESP | ESP | GBR | GBR | GER | GER | HUN | HUN | BEL | BEL | ITA | ITA | 123    | 4.   |
| 2012 | Lotus GP      | 3   | 4   | 1   | 7   | 2   | 7   | 3   | DNF | 5   | 6   | 5   | 7   | 6   | 14  | 11  | 14  | 123    | 4.   |
| 2013 | Koiranen GP   | ESP | ESP | ESP | ESP | GBR | GBR | GER | GER | HUN | HUN | BEL | BEL | ITA | ITA | UAE | UAE | 75     | 9.   |
| 2013 | Koiranen GP   | 5   | 1   | 7   | 2   | 11  | 8   | 14  | 11  | 1   | 9   | 21  | 22* | 16  | 13  |     |     | 75     | 9.   |